# Período (gramática)
Período é uma frase que possui pelo menos uma oração. Existem os seguintes tipos de período:
- Período simples: constituído de uma só oração (um verbo ou locução verbal); esta oração é, portanto, uma oração absoluta.

Exemplo: João ofereceu um livro a Maria.
- Período composto: constituído de duas orações (dois verbos ou locuções verbais). Os períodos compostos são formados por coordenação ou por subordinação.

Exemplo: O povo anseia que haja uma eleição justa.
- Período misto: constituído por três ou mais orações (três ou mais verbos ou locuções verbais), apresentando a mistura da coordenação e da subordinação.

Ele amava e sufocava a vida da mulher que libertara da prisão. (a primeira e segunda orações são coordenadas; a terceira oração é subordinada à segunda).
• Na gramática, período pode dizer sobre diversas coisas como subordinação ou até mesmo tempo.